# Seleucus III Ceraunus
Seleucus III, bijgenaamd Ceraunus (d.i. "bliksem"), was koning van het hellenistische Seleucidenrijk (Syrië) van 226 of 225 tot de lente van 223 v.Chr..
Hij was de oudste zoon van Seleucus II Callinicus. Over zijn kortstondige regering valt weinig meer te zeggen dan dat hij, om verder onbekende redenen, door hovelingen werd vergiftigd tijdens een veldtocht tegen Attalus I van Pergamon. Hij werd opgevolgd door zijn broer Antiochus.